# Glamondans
Glamondans és un municipi francès situat al departament del Doubs i a la regió de Borgonya - Franc Comtat. L'any 2007 tenia 226 habitants.

## Demografia

### Població
El 2007 la població de fet de Glamondans era de 226 persones. Hi havia 79 famílies de les quals 25 eren unipersonals (21 homes vivint sols i 4 dones vivint soles), 25 parelles sense fills, 21 parelles amb fills i 8 famílies monoparentals amb fills.
La població ha evolucionat segons el següent gràfic:
Habitants censats

### Habitatges
El 2007 hi havia 102 habitatges, 86 eren l'habitatge principal de la família, 15 eren segones residències i 1 estava desocupat. 92 eren cases i 10 eren apartaments. Dels 86 habitatges principals, 70 estaven ocupats pels seus propietaris, 14 estaven llogats i ocupats pels llogaters i 2 estaven cedits a títol gratuït; 1 tenia dues cambres, 7 en tenien tres, 21 en tenien quatre i 57 en tenien cinc o més. 73 habitatges disposaven pel capbaix d'una plaça de pàrquing. A 40 habitatges hi havia un automòbil i a 36 n'hi havia dos o més.

### Piràmide de població
La piràmide de població per edats i sexe el 2009 era:
| Homes | Edats   | Dones |
| ----- | ------- | ----- |
| 0     | 95 o +  | 0     |
| 0     | 90 a 94 | 0     |
| 0     | 85 a 89 | 4     |
| 0     | 80 a 84 | 4     |
| 12    | 75 a 79 | 4     |
| 0     | 70 a 74 | 0     |
| 4     | 65 a 69 | 12    |
| 8     | 60 a 64 | 0     |
| 8     | 55 a 59 | 0     |
| 0     | 50 a 54 | 0     |
| 4     | 45 a 49 | 0     |
| 12    | 40 a 44 | 16    |
| 4     | 35 a 39 | 0     |
| 4     | 30 a 34 | 4     |
| 4     | 25 a 29 | 4     |
| 8     | 20 a 24 | 4     |
| 4     | 15 a 19 | 4     |
| 12    | 10 a 14 | 0     |
| 8     | 5 a 9   | 8     |
| 0     | 0 a 4   | 0     |

## Economia
El 2007 la població en edat de treballar era de 119 persones, 97 eren actives i 22 eren inactives. De les 97 persones actives 95 estaven ocupades (51 homes i 44 dones) i 2 estaven aturades (1 home i 1 dona). De les 22 persones inactives 4 estaven jubilades, 13 estaven estudiant i 5 estaven classificades com a «altres inactius».

### Ingressos
El 2009 a Glamondans hi havia 75 unitats fiscals que integraven 197 persones, la mediana anual d'ingressos fiscals per persona era de 17.503 €.

### Activitats econòmiques
Dels 2 establiments que hi havia el 2007, 1 era d'una empresa de construcció i 1 d'una empresa de serveis.
L'únic servei als particulars que hi havia el 2009 era un paleta.
L'any 2000 a Glamondans hi havia 6 explotacions agrícoles.

## Poblacions més properes
El següent diagrama mostra les poblacions més properes.